# كأس دورة الصداقة الدولية 2000
كأس دورة الصداقة الدولية 2000 أو كأس دورة الصداقة الدولية الرابعة هي النسخة الرابعة من البطولة وفاز فيها نادي الهلال السعودي وجاء اعتراف البطولة في هذه النسخة.
في عام 2000 ورغم قصر عمر دورة الصداقة الدولية لكرة القدم على كأس الأمير عبد الله الفيصل بعد عامها الثالث بتاريخ 2000/4/27م ومن قبل الاتحاد الآسيوي لكرة القدم بتاريخ 2000/4/18م والاتحاد العربي لكرة القدم بتاريخ 2000/4/26م. ولم يأت هذا الاعتراف من فراغ بل كان نتيجة لما حققته الرياضة السعودية وخاصة في مجال كرة القدم من مكانة كبيرة وسمعة طيبة لدى كافة الأوساط الرياضية وما اكتسبته من احترام وتقدير من القائمين على الإتحادات الدولية والقارية لكرة القدم بفضل جهود القائمين على الاتحاد العربي السعودي لكرة القدم برئاسة صاحب السمو الملكي الأمير سلطان بن فهد بن عبد العزيز وسمو نائبه صاحب السمو الملكي الأمير نواف بن فيصل بن فهد بن عبد العزيز ونظراً لما تحقق لهذه الدورة التي تحمل اسم صاحب السمو الملكي الأمير عبد الله الفيصل من نجاحات متلاحقة في أعوامها الثلاثة السابقة على كافة المستويات.

## المجموعات
مجموعة A.
| الترتيب | النادي         | لعب | النقاط |
| ------- | -------------- | --- | ------ |
| 1       | الأهلي         | 4   | 10     |
| 2       | منتخب عسير     | 4   | 9      |
| 3       | الوداد المغربي | 4   | 4      |
| 4       | الريان         | 4   | 3      |
| 5       | الاتفاق        | 4   | 2      |

مجموعة B.
| الترتيب | النادي   | لعب | النقاط |
| ------- | -------- | --- | ------ |
| 1       | المريخ   | 3   | 7      |
| 2       | الهلال   | 3   | 5      |
| 3       | القادسية | 3   | 2      |
| 4       | المحرق   | 3   | 1      |
| 5       | الهلال   | 0   | 0      |